# Euthera fascipennis
Euthera fascipennis är en tvåvingeart som först beskrevs av Friedrich Hermann Loew 1854.  Euthera fascipennis ingår i släktet Euthera och familjen parasitflugor. Inga underarter finns listade i Catalogue of Life.